# 줄리앤 허프
줄리앤 허프(Julianne Hough, 1988년 7월 20일 ~ )는 미국의 무용가, 배우, 텔레비전 진행자, 가수이다.

## 음반 목록

### 정규 앨범
- Julianne Hough (2008)

## 영상 목록

### 영화
- 해리 포터와 마법사의 돌 (2001)
- 버레스크 (2010)
- 풋루즈 (2011)
- 락 오브 에이지 (2012)
- 세이프 헤이븐 (2013)
- 오 마이 그랜파 (2016)

### 텔레비전
- 댄싱 위드 더 스타 (2007-09, 2013-17, 2021, 2023-현재) - 무용가, 안무가, 객원 심사위원, 심사위원, 공동 진행자
- 아메리카 갓 탤런트 (2019) - 심사위원